# Marie Curie (pel·lícula)
 Marie Curie (originalment en anglès, Radioactive) és una pel·lícula biogràfica del Regne Unit de 2019 dirigida per Marjane Satrapi i protagonitzada per Rosamund Pike al paper de Marie Curie. La pel·lícula es basa en la novel·la gràfica de 2010 de Lauren Redniss. S'ha doblat al català per TV3, que va emetre-la per primer cop el 15 de juliol de 2022.
La pel·lícula es va estrenar al Festival Internacional de Cinema de Toronto de 2019. Es va estrenar digitalment al Regne Unit el 15 de juny de 2020.

## Sinopsi
L'acció té lloc al segle xix, quan Marie és una científica apassionada i brillant que  ha de lluitar per portar a terme les seves investigacions en una societat dominada pels homes. Després d'unir forces amb Pierre Curie i aconseguir el premi Nobel gràcies als seus estudis sobre la radioactivitat, la parella es converteix en el centre d'atenció internacional. No obstant això, després d'un tràgic accident, Marie s'haurà d'enfrontar sola a la seva feina i als efectes transformadors que els seus descobriments signifiquen per al món modern.

## Repartiment
- Rosamund Pike com a Marie Curie
- Sam Riley com a Pierre Curie
- Sian Brooke com a Bronia Sklodowska
- Simon Russell Beale com a Gabriel Lippmann
- Anya Taylor-Joy com a Irene Curie
  - Ariella Glaser com a Irene Curie de jove
  - Indica Watson com a Irene Curie de sis anys
- Cara Bossom com a Ève Curie
- Aneurin Barnard com a Paul Langevin
- Katherine Parkinson com a Emma Jeanne Desfosses
- Tim Woodward com a Alexandre Millerand
- Jonathan Aris com a Hetreed
- Mirjam Novak com a infermera Francoise
- Corey Johnson com a Adam Warner
- Demetri Goritsas com a Dr. Jenkins
- Michael Gould com a jutge Clark

## Rebuda
El 15 de juliol de 2022 es va estrenar la versió doblada al català a l'espai "La gran pel·lícula" de TV3. El van seguir 199.000 espectadors, amb una quota de pantalla del 13,7%, cosa que el va convertir en el programa més seguit de la nit.